# 永楽製麺所
株式会社永楽製麺所（えいらくせいめんじょ）は横浜中華街に存在していた中華麺などの製造、販売を行う会社であった。2013年9月20日、全社員を解雇して事業停止。
種々の麺やスープの他、ワンタンや餃子、焼売の皮なども製造。料理店向けの販売の他、百貨店に持つ店舗やスーパーなどを通じた小売り、通信販売による直売も行なっていた。本店では冷凍食品や中華どんぶりなども販売していた。多い時は一日約3万食の麺を作り、横浜中華街の飲食店に卸すにとどまらず、全国の100軒ほどに卸していた。

## 歴史
1947年4月、「内職程度」に製麺を開始。1967年「永楽製麺所」の名称を使い始める。1977年に会社組織とした。1987年、横浜本牧に工場を移転。1994年に、横浜中華街に店舗・工場を収容するビルを新築、移転。2013年9月に全社員を解雇し、事業を停止。負債総額は推定10億円。本社ビルの新築費用への投資の他、競争の激化が原因とみられる。
永楽製麺所の元となったのは、2003年時点で会長の梁保強の母、黄潤簾が1947年に始めた製麺である。近所の人から頼まれて、内職程度に麺を作り始めた。翡翠麺を作って欲しい人は、自分でホウレンソウを絞って持参したと言う。
潤簾の夫、梁乃遷が当時勤めていたGHQで小麦粉を現物支給されていた事も創業のきっかけの一つ。当初は6畳程度のスペースで作り、「冷蔵庫が無いため休めなかった」という。なお、乃遷は中国広東省出身。横浜にいた親戚を頼って1938年に来日し、横浜中華街の「永楽軒」で働くようになり、後に有楽町の「山水楼」でコック長となる。
1980年頃、現在の本社の向かいの1階に15坪ほどの店を構え、小売りを始める。スープを売り始めたのもこの頃。1985年に、横浜髙島屋に声を掛けられての催事出店をきっかけとして、百貨店等にも製品を出荷するようになる。当時は「包装紙も無かった」という。消費者への直売が拡大するようになった事には、宅急便のシステムが整いつつあった事も大きいと言う。1987年に本牧に工場を作った頃には店は50坪。その頃よりワンタンの皮を手作業で作れなくなった。1993年に中華街に店舗、工場を収容する本社ビルを新築。5階建、計500坪であった。
2006年まで社長であった楯紳一は梁保強の妹である旺秀の夫。横浜中華街発展会協同組合の催事部長、理事、副理事長、また横浜中華街の関帝廟の幹事などを歴任。
なお、2010年の時点で、横浜中華街の製麺所は7軒。
2013年9月20日　全社員を解雇して事業停止。競合店の増加により売り上げは年々下がっていたものの、弁護士に事業停止を告げられたのは元社長の楯紳一にとっても突然であったという。

## 特徴
防腐剤を使わない。そもそもは、防腐剤が高くて買えなかったためという。塩、着色料も入れないという。

## 販売
紀ノ国屋、髙島屋、そごう、京急百貨店などの百貨店、SATYなどのスーパーにて小売り販売をしていた。卸部門は「古夢」（こむ）の名称で活動していた。
群馬県昭和村の道の駅「あぐりーむ昭和」では、やはり横浜中華街の店である萬珍樓とともに商品を販売、また永楽製麺所の麺を使ったラーメンも提供されていた。きっかけは昭和村と防災協定を結ぶ横浜市の要請により、村のイベント「昭和の秋まつり」に1998年の第一回から参加するようになった事である。
2013年頃の店舗は六ッ川売店（横浜市南区）、横浜そごう、横浜髙島屋、京急百貨店。

## メディア・広告
ラジオ局ニッポン放送で広告を出したり、横浜スタジアムのスピードガンコンテストのスポンサーをした事がある。テレビ番組「どっちの料理ショー」に出演した事が複数回ある。